# Maissin (Belgique)
Pour les articles homonymes, voir Maissin.
Maissin est une section et un village de la commune belge de Paliseul située en Région wallonne dans la province de Luxembourg. Ce village ardennais se trouve dans une courbe de la Lesse (rive gauche), alors dans son parcours supérieur (la Haute-Lesse).
C'était une commune à part entière avant la fusion des communes de 1977.

## Étymologie
817 Melsim, XIIe siècle Melsinensem. Propriété (suffixe -inum) de Malisa ou Malisius, anthroponymes gallo-romains. Jules Herbillon évoque un antonyme de Beausaint.

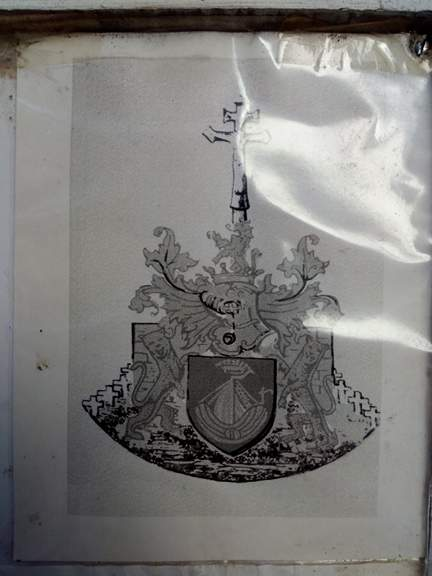
Armoiries du village de Maissin.

## Évolution démographique
- Source: DGS, 1831 à 1970=recensements population, 1976= habitants au 31 décembre

## Administration et histoire
Commune du département de Sambre-et-Meuse sous le régime français.
En 817, le prince-eveque de Liège confirmait au monastère de Saint-Hubert des biens à "Melsini" (Wampach UQB I, no. 58).
En 1823, Maissin fusionne avec Villance contre le gré de ses habitants. En 1896, Maissin redevient une commune.
Lors de la fusion des communes en 1977, Maissin devint village appartenant à la commune de Paliseul.

### La bataille de Maissin

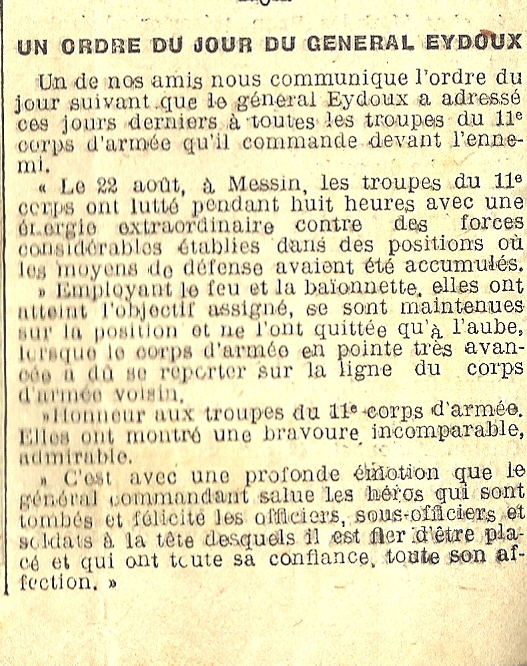
Communiqué de presse relatant la bataille de Maissin.

Maissin fut le théâtre d'un combat meurtrier pendant la Première Guerre mondiale les 22 et 23 août 1914 : le 11e corps d'armée français (composé en août 1914 et formé de la 21e division d'infanterie (Nantes), de la 22e division d'infanterie (Vannes), de la 151e division d'infanterie  et de la 61e division d'infanterie (Brest), commandé par le général Eydoux, parvient à Maissin le 22 août 1914 . Les premières reconnaissances, effectuées au matin du 22 août par des escadrons du 2e régiment de chasseurs rapportent que le village est inoccupé, ce qui amène à faire forcer la marche de l’avant-garde du corps d’armée. Mais entre-temps, le village est investi progressivement par une division allemande, la (25e division hessoise). Vers midi, le 19e régiment d'infanterie, arrivé sur place en premier, fait face aux troupes allemandes. Son chef de corps prend la décision d'attaquer le village, en situation de forte infériorité numérique (non reconnue), et malgré les consignes données par le général commandant la 22e division d'attendre l'appui de l'artillerie divisionnaire. La 22e division, vers le nord et le nord-est du village, puis la 21e division vers l'ouest sont engagées successivement, à mesure de leur arrivée sur place. La supériorité tactique des allemands leur permet de mettre progressivement en difficulté la 22e division jusqu'à la menacer d'enveloppement par le sud-est en fin d’après-midi. Mais c'est surtout l'absence de liaison à l'est avec le 17e corps d'armée constatée par les envois répétés d'officiers de liaison en cours d'engagement qui provoque l’ordre de retraite du 11e corps d'armée en fin d’après-midi. Attaques et contre-attaques se succèdent dans le village et les bois avoisinants sous un déluge de fer et de feu. Alors que l’ordre de retraite est donné, l’effondrement de l’aile droite allemande (117e et 118e régiments d'infanterie) pendant la bataille, à la suite d'une coïncidence d'attaques de bataillons de la 21e division, permet à celle-ci d’investir le village vers 19 heures. Compte tenu de cette situation nouvelle, la brigade allemande en pointe, à l'est du village, se replie immédiatement, mais en bon ordre. L'ordre de retraite du 11e corps, s'appliquant essentiellement à la 21e division, pouvait apparaître, avec le recul, prématuré, car celle-ci pouvait alors se retourner contre l'aile gauche allemande avancée. La décision de faire faire retraite à l'ensemble du corps d'armée semblait en définitive la plus appropriée, car le repli précipité du 17e corps à Bertrix, à l’est du 11e corps, effectué sans en informer les corps voisins, rendait toute manœuvre supplémentaire aléatoire et dangereuse, en raison de la perte de temps qu'elle eût occasionnée. « Vers 19 heures les officiers sabre au clair et les soldats baïonnette au canon reprennent maison par maison le village. (...) L'ennemi réussit un mouvement débordant sur la droite de la 22e division. Ordre est donné de se replier » dit un compte-rendu officiel de la bataille.
En cette fin d'après-midi du 22 août, le 11e corps remporte l'une des rares victoires tactiques françaises de la Bataille des frontières, plus précisément de la bataille de Neufchâteau, en raison principalement : 
- de sa supériorité numérique (un corps d’armée contre une division) ;
- de l'incapacité des allemands à être renforcés à temps au cours de la bataille, et notamment leur aile droite qui est mise en déroute ;
- de la combativité remarquable des troupes du 11e corps, composé de régiments bretons et vendéens.

Le 11e corps d'armée français bat en retraite le 23 août, abandonnant sur le champ de bataille les morts et les blessés intransportables. Cette bataille, qui fit des centaines de morts, fut, avec celle de Rossignol, l'une des plus meurtrières du début de la guerre.
Le village est marqué encore à l'heure actuelle par les souvenirs de la guerre, via notamment les noms de rues et avenues aux noms de gradés français : exemples : Avenue Commandant de Laage de Meux ; Rue du 19e régiment d'infanterie de Brest, rue Henry Calvez, etc. Un monument aux victimes civiles et deux monuments en hommage aux soldats Bretons et Vendéens ont été érigés dans le village.
Le village compte également quelques maisons de comité, maisonnettes en brique construites dès 1915. Elles servirent comme habitation pour les villageois qui avaient perdu leur maison à la suite de la destruction de celles-ci par les Allemands au début de la guerre 14-18. Après la guerre, les corps ont été réinhumés dans trois cimetières dont l'un contient un calvaire breton datant du XVIe siècle et rapporté de la commune du Tréhou ; il fut inauguré en août 1932.

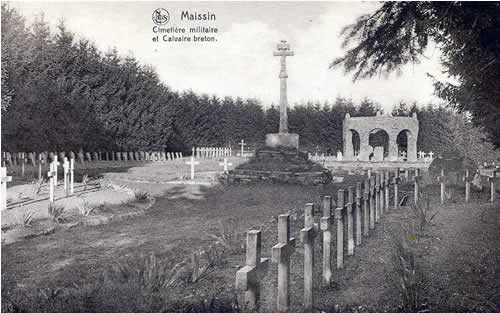
Le cimetière militaire et le calvaire breton.
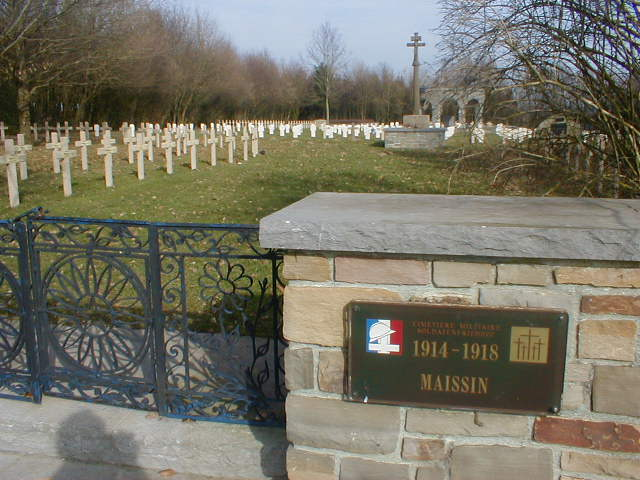
Le cimetière militaire de Maissin.
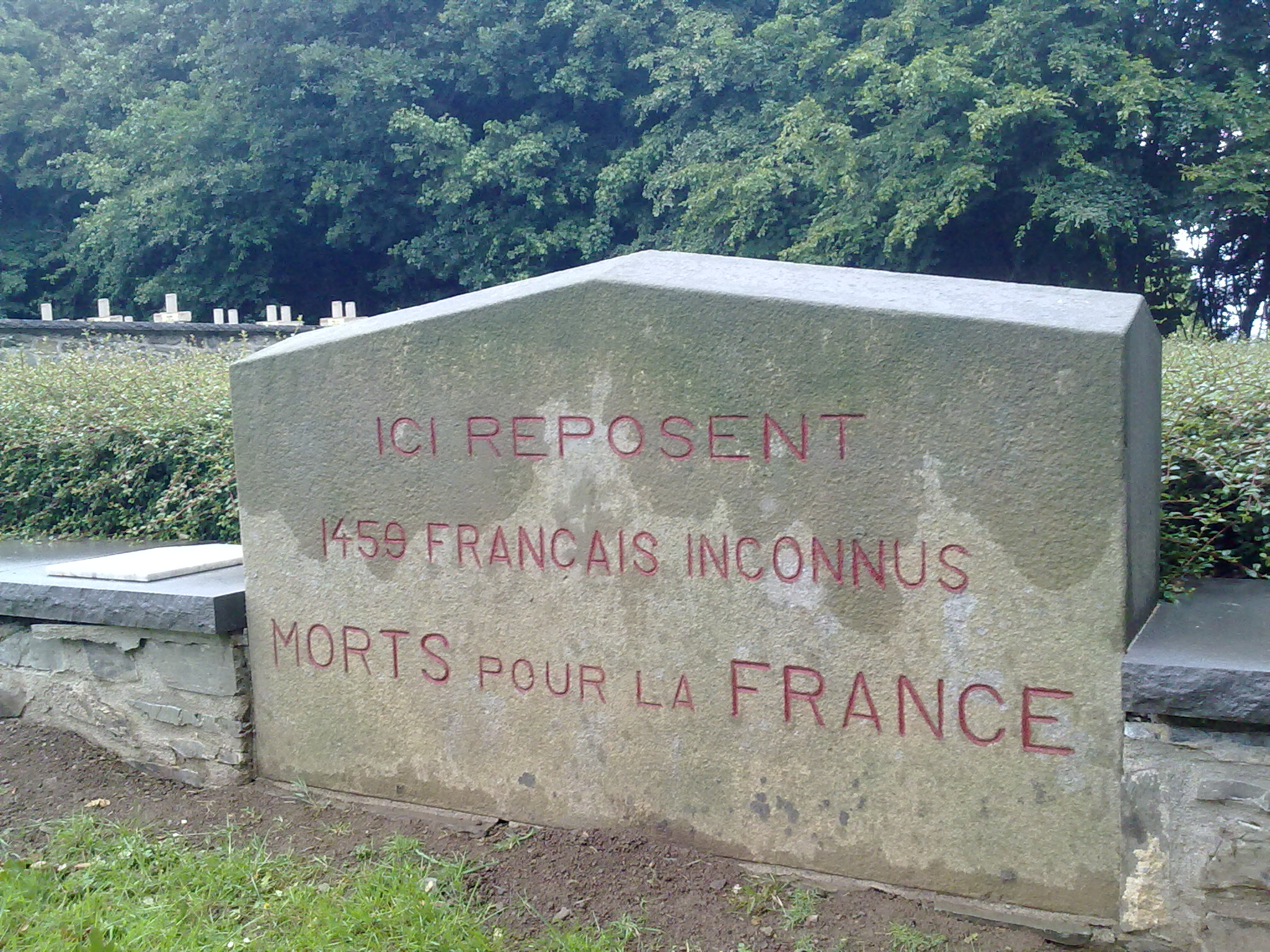
Tombe collective pour soldats non identifiés.
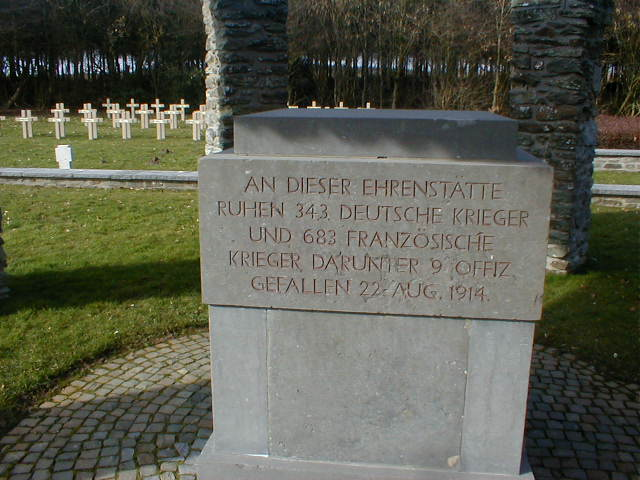
Plaque commémorative allemande.

## Héraldique
Description des armoiries de Maissin: De sable à un navire d'or, équipé d'argent, le mât surmonté d'une couronne d'or à neuf perles. L'écu somme d'un heaume d'argent, couronné, grillé, colleté et liseré d'or, doublé de gueules, aux lambrequins d'or et de sable. Cimier: un lion issant d'or tenant une croix écotée de gueules. Supports : deux léopards d'or. Le tout placé devant l'ancien calvaire dit de Croas-tyru au Tréhou (Finistère) actuellement au cimetière français de Maissin, au naturel.

## Patrimoine et culture

### Patrimoine architectural et naturel

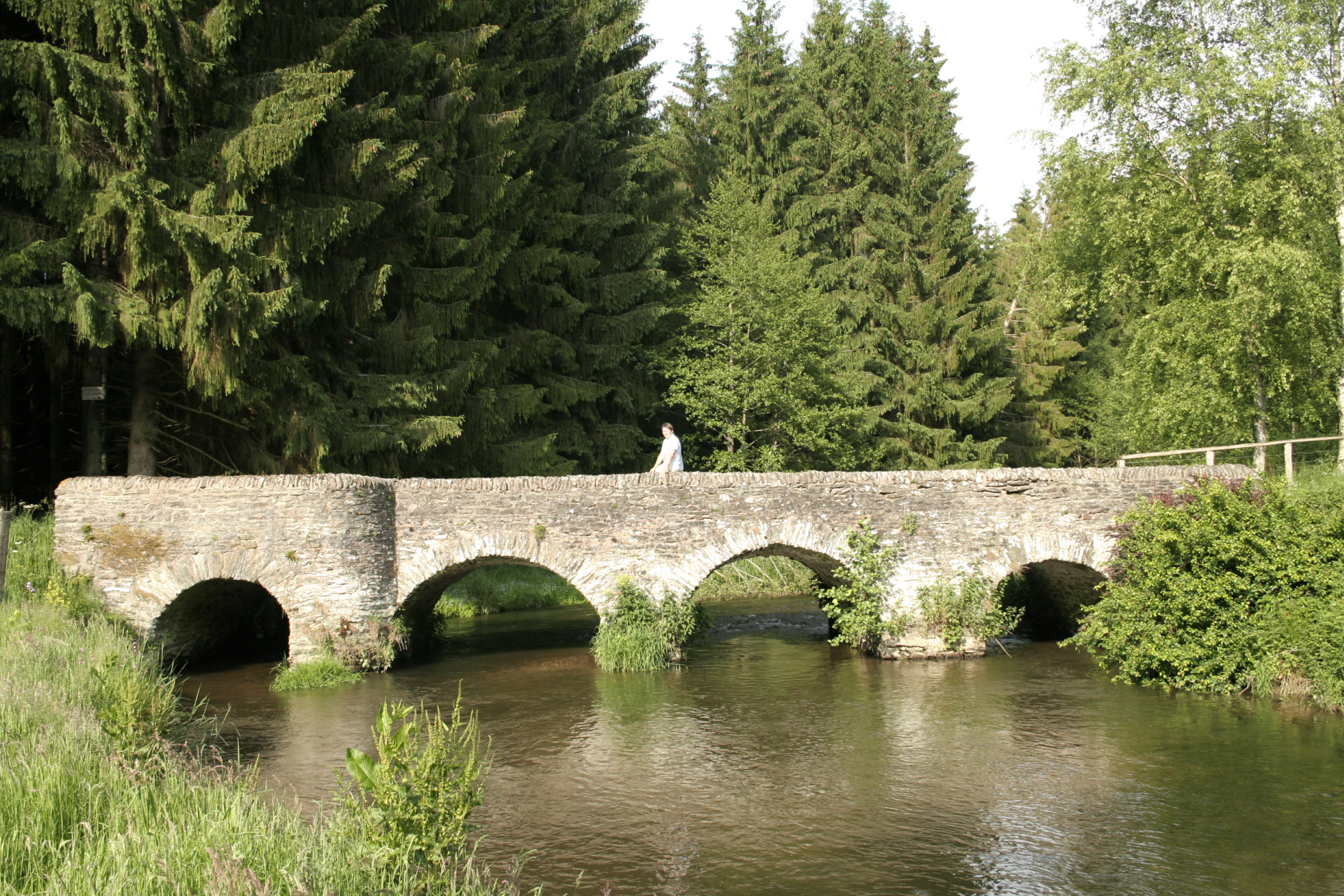
Le pont Marie-Thérèse, sur la Lesse, date du XVIIe siècle.
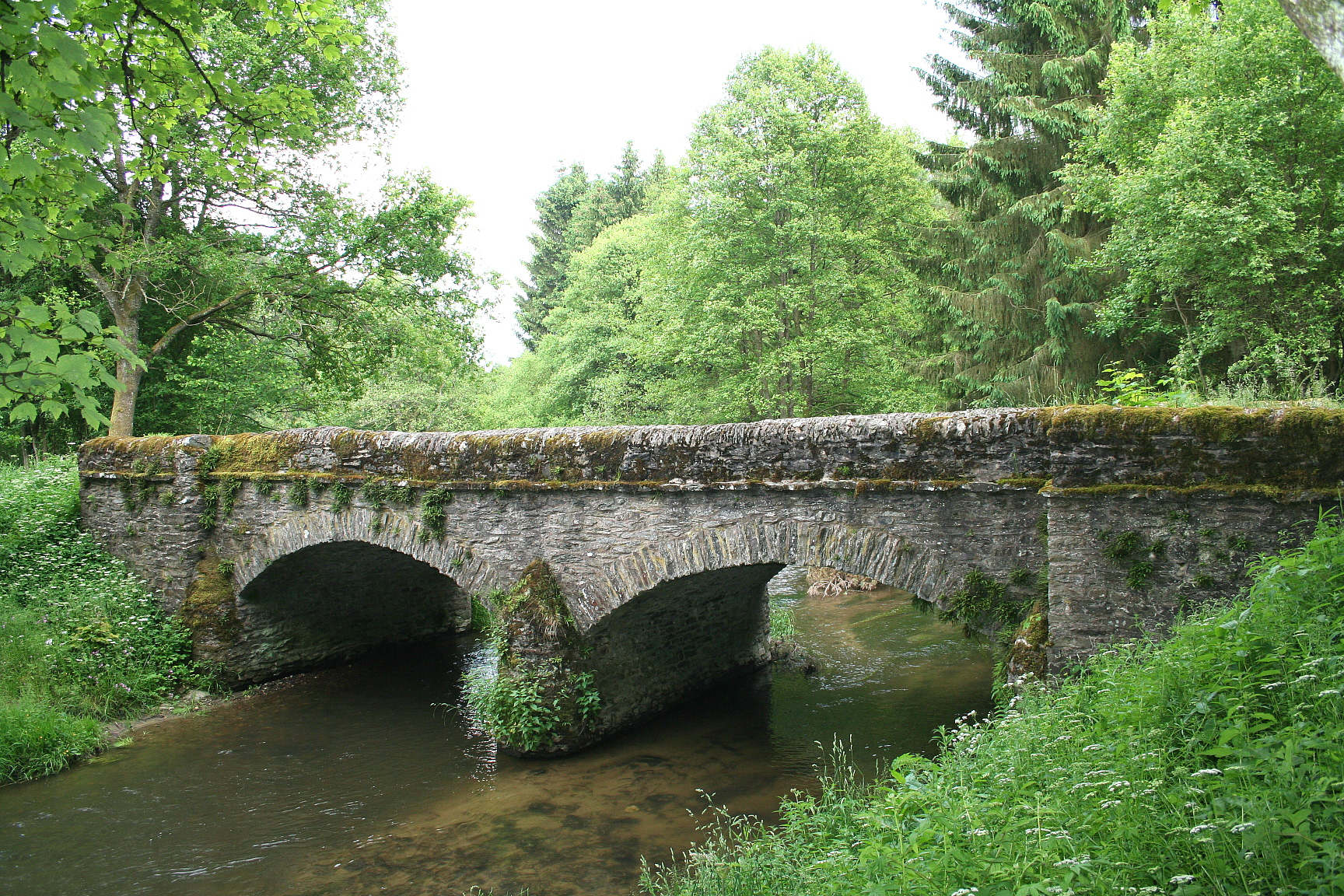
Un autre pont sur la Lesse, le pont de la Justice, date du XIXe siècle.
- Église Saint-Hadelin (1855-1856), ses vitraux (1932) et son orgue (réalisé dans les années 50).
- Le hêtre 'Ollivier' : morceau de hêtre gravé par un soldat français, Henry Ollivier, avant les combats du 22 août 1914 dans une forêt du village. La partie gravée de l'arbre est exposée dans le porche de l'église Saint-Hadelin.  - Le pont Marie-Thérèse (XVIIIe siècle) sur la Lesse.
  - Le "vieux pont" ou pont de la Justice (XIXe siècle) franchissant la Lesse à l'est du village de Maissin.

## Galerie

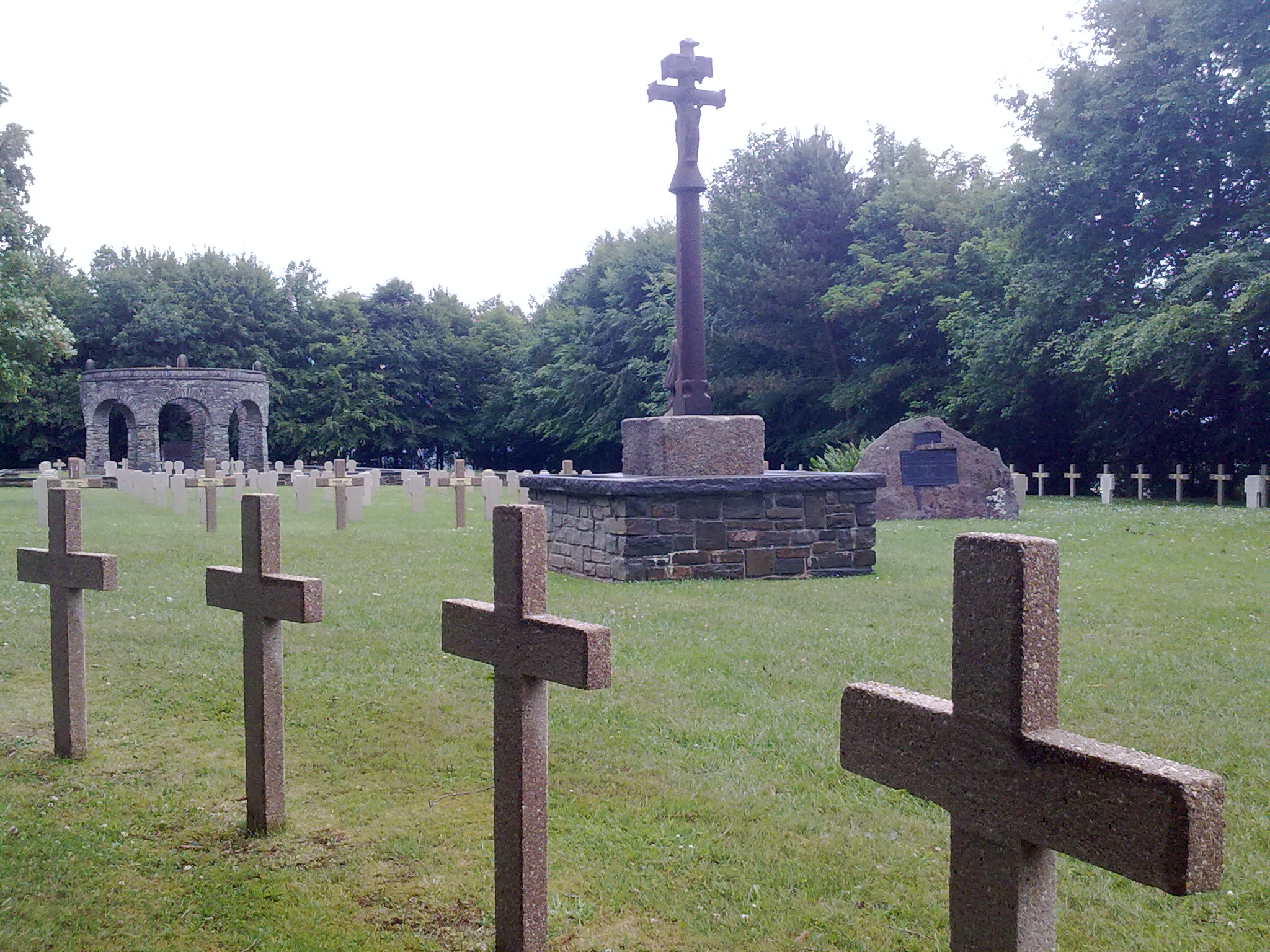
Cimetière Franco-Allemand vue sur le Calvaire breton du XVIe siècle transféré[4] depuis le village de Le Tréhou (Finistère).
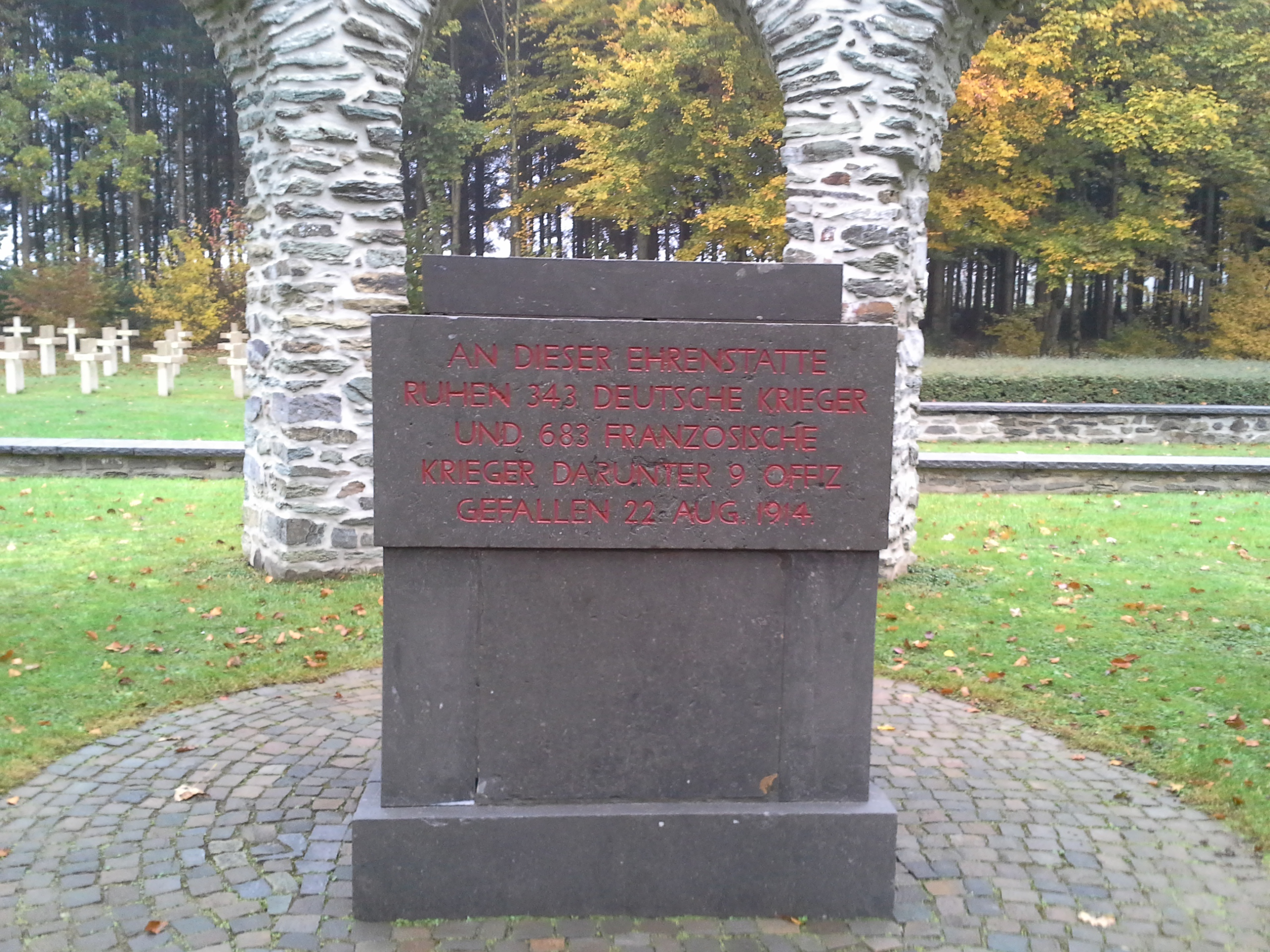
Monument Cimetière militaire de Maissin.
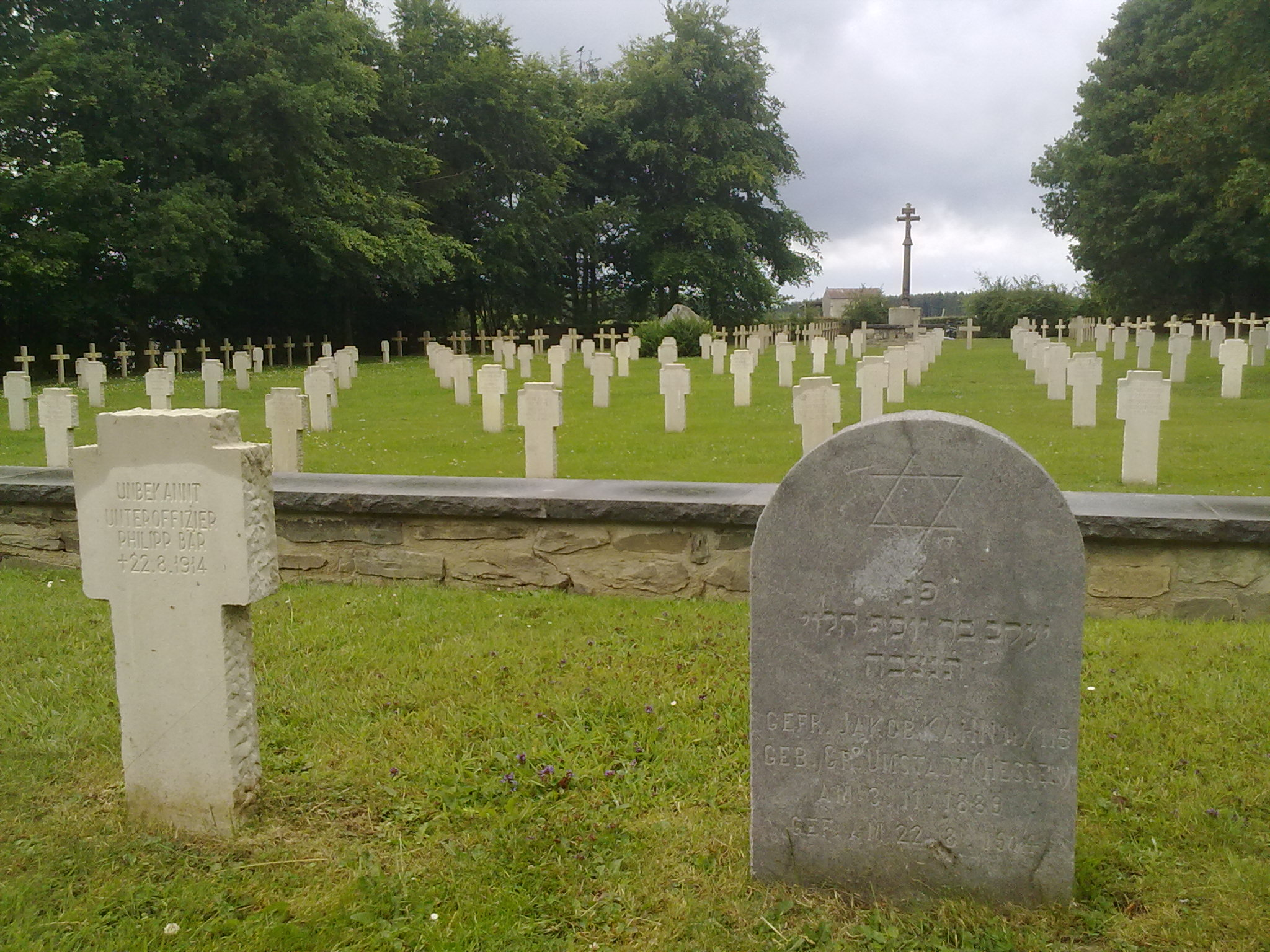
Tombe d'un soldat juif-allemand au cimetière Franco-Allemand.
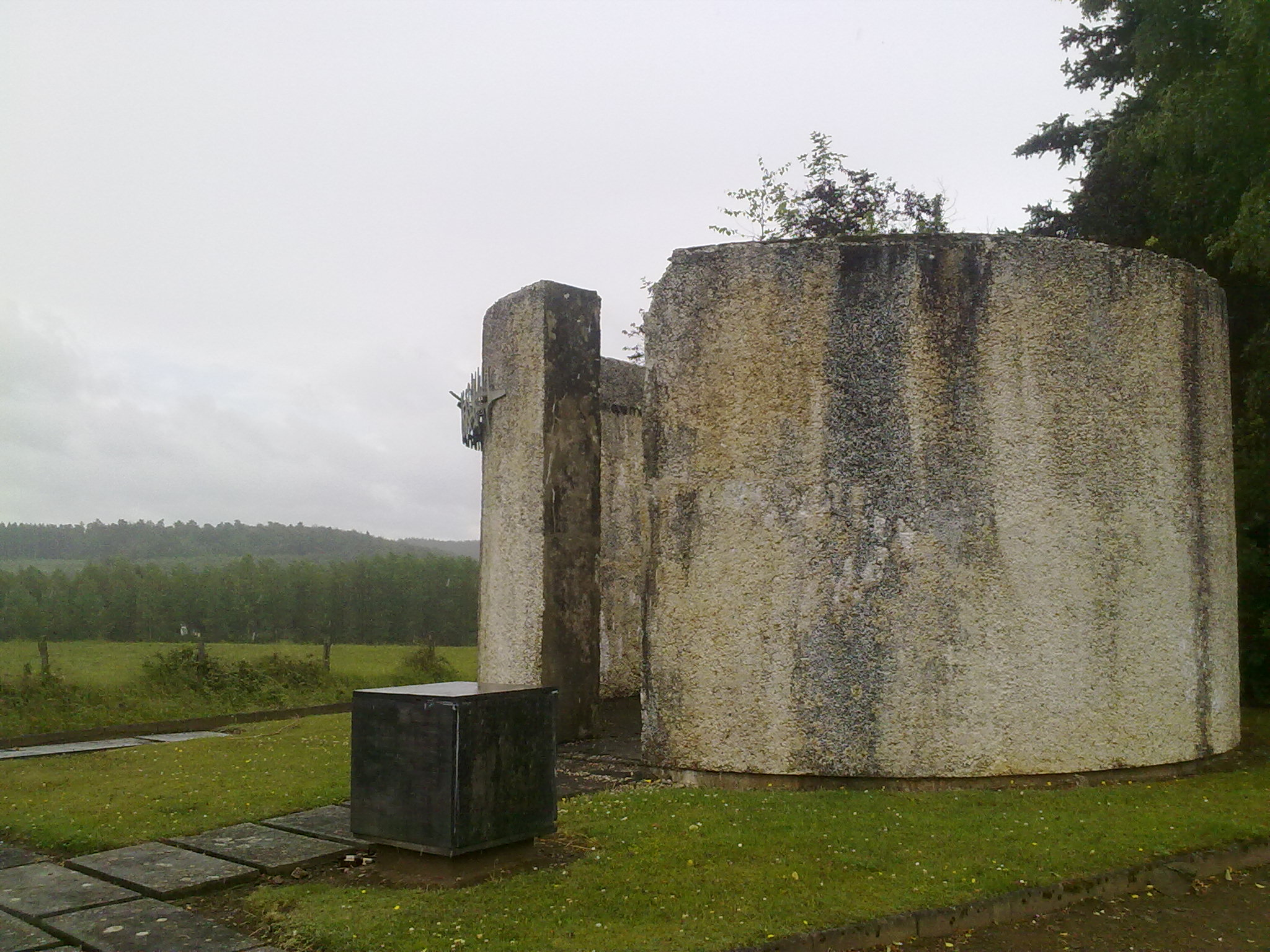
Monument hommage de la commune de Maissin aux soldats Bretons et Vendéens du XIe corps d'armée tombés en 1914.

## Vie associative
- Le village compta aussi une union musicale (créée en 1877). Elle n'existe plus aujourd'hui.
- Le village compta également deux clubs sportifs : football et tennis de table. Ils n'existent plus.

## Personnalités liées à la localité
- Thomas Braun (1876-1961), juriste et poète symboliste.
- Joseph de Laage de Meux (1863-1914), Officier français.
- Joseph-Paul Eydoux (1852-1918), général français.